# Affaire des viols collectifs d'Aylesbury
L'affaire des viols collectifs d'Aylesbury est une affaire d'abus sexuels commis par six hommes sur deux filles mineures dans la ville anglaise d'Aylesbury, dans le Buckinghamshire au Royaume-Uni. En juillet 2015, ils ont été reconnus coupables d'infractions, y compris le viol et la prostitution des enfants au cours d'une période allant de 2006 à 2012. L'organisme de bienfaisance de protection de l'enfance Barnardo's a déclaré avoir travaillé avec les deux filles en 2008 et avoir fait un rapport au Conseil du comté de Buckinghamshire. Le conseil n'a pas répondu de manière adéquate et, après les condamnations, s'est excusé auprès des deux filles pour avoir omis de les protéger. Une enquête a été ouverte pour examiner les causes de ce dysfonctionnement,.

## Contexte
Depuis le début des années 1980 au début des années 2010, dans des villes d'Angleterre, plus de 4 000 enfants ont été abusés sexuellement, parfois torturés, parfois prostitués, par des bandes criminelles organisées ou des groupes informels d'hommes,. En 2011, une première série d'agressions sexuelles est rendue publique par la presse. Des enquêtes, conduites par des associations caritatives, puis le gouvernement britannique, ont permis d'éclaircir les faits, soulignant notamment l'incurie des services sociaux et de la police locale, et de prendre des mesures appropriées pour assurer la protection des enfants,. Dans certains cas, l'exploitation de mineurs durait depuis plus de 15 ans. L'appartenance ethnique et les origines culturelles des victimes, et, surtout, celles des criminels, ont focalisé l'attention des médias et de l'opinion publique dans tout le pays,,.

## Crimes
Le gang a utilisé des cadeaux (nourriture, alcool, drogues et DVDs) pour gagner la confiance des filles avant de les abuser sexuellement. Les filles, référées au tribunal en tant que fille A et fille B, ont ensuite été prostituées à Aylesbury. Une fille a prouvé qu'elle avait eu des rapports sexuels avec 60 hommes, alors qu'elle n'avait que 12 ou 13 ans, ayant été « conditionnée à penser que c'était un comportement normal ». Les viols ont eu lieu à divers endroits à Aylesbury, y compris les maisons des filles. Les hommes étaient des amis vivant dans la région, certains étaient mariés avec des enfants, certains travaillaient sur le marché et certains étaient des chauffeurs de taxi. Au cours du procès, ils ont eu besoin des services d'interprètes hindi, urdu, pashto et punjabi. Les personnes reconnues coupables ont été nommées Vikram Singh, 45 ans, coupable de viol ; Asif Hussain, 33 ans, coupable de viol ; Arshad Jani, 33 ans, coupable de viol et de conspiration pour viol ; Mohammed Imran, 38 ans, coupable de trois chefs de viol, conspiration pour viol et prostitution d'enfants; Akbari Khan, 36 ans, coupable de viol, administrant une substance avec intention et conspiration pour violer; Taimoor Khan, 29 ans, coupable d'activité sexuelle avec un enfant. Quatre autres hommes ont été jugés non coupables d'accusations similaires et un homme fera l'objet d'un nouveau procès.

## Réaction
David Johnston, directeur du conseil de comté de Buckinghamshire pour les services aux enfants, a adressé des excuses aux deux filles en disant : « Nous sommes comme tous les parents et la communauté de Buckinghamshire consternés par les actes méprisables et cruels d'abus commis par les personnes reconnues coupables aujourd'hui ». Il a remercié leur bravoure pour avoir témoigné et aidé à obtenir des condamnations contre certains de leurs agresseurs.

## Condamnation
À la suite d'un jugement en juillet 2015, les hommes ont été condamnés en septembre à des peines de prison allant de trois à dix-neuf ans et demi de prison. Le juge John Bevan QC a déclaré que « pour le prix d'un McDonald's, un milk-shake et un billet de cinéma », la fille A a été exploitée sexuellement par « les détenteurs d’échoppes dans le marché d'Aylesbury, les chauffeurs de taxi et d'autobus ». Il a dit qu'il ne pouvait pas expliquer pourquoi les criminels « ont attiré leur attention sur des filles mineures blanches », mais croyait que leur « vulnérabilité » a joué un rôle majeur. Il a affirmé que si les criminels avaient ciblé « les filles asiatiques mineures, ils auraient payé un gros prix dans leur communauté ». La fille A elle-même a fait une déclaration en parlant des effets des viols répétés par jusqu'à 60 hommes, décrivant ses sentiments d'être « sans valeur » et ses combats avec la dépression et la dépendance à l'alcool. Elle a ajouté qu'elle a estimé que ses « années d'adolescence ont été volées ». Dans sa déclaration, la fille B a déclaré que les condamnations étaient « académiques » parce que « aucune peine ne pourrait sanctionner ce qui s'est passé ».
Le juge Bevan a également commenté l'utilisation d'interprètes au cours du procès, notant que leurs services avaient coûté un « minimum de 25 000 £, peut-être le double ». Il s'est déclaré préoccupé par le fait que les criminels, dont l'un résidait en Grande-Bretagne depuis 1999, avaient pu exiger la traduction de l'anglais en hindi, urdu, pashto et punjabi et a demandé si un défendeur qui « a vécu [au Royaume-Uni] pendant de nombreuses années pouvait avoir droit à un interprète ».

## Articles Connexes
- Abus sexuel sur mineur au Royaume-Uni